# Torrellas de Foix
Torrellas de Foix (oficialmente en catalán: Torrelles de Foix) es un municipio y localidad española de la provincia de Barcelona, en la comunidad autónoma de Cataluña. El término municipal, ubicado en la comarca del Alto Panadés, tiene una población de 2657 habitantes (INE 2024).

## Historia
Torrellas de Foix es un municipio de la comarca del Alto Panadés que se encuentra en el sector oriental de la misma, a 368 metros sobre el nivel del mar. Tiene una superficie aproximada de treinta siete kilómetros cuadrados y 2608 habitantes, que se encuentran repartidos entre los diferentes núcleos de población, así como varias masías aisladas desperdigadas por todo el término municipal. El lugar de Torrellas pertenecía al término del antiguo castillo de Foix, documentado al 1067, que posteriormente perteneció a Berant Marcús, consejero de Ramón Berenguer IV. En 1185 sale mencionado por primera vez. En 1198, Guillem de la Granada, concede el Castillo de Foix a Guillem de Tarragona y dejó unas tierras para que sus albaceas edificaran una iglesia en honor de Dios y la Virgen María. El castillo de Foix perteneció posteriormente a la corona. En 1388 el rey Juan I de Aragón lo vendió a Bernat Galceran de Pinós y de Fenollet. Agraïda de Vilafranca, señora de Foix y de Torrellas, tuvo una hija, Maria Agraïda de Cruïlles y de Vilafranca que en 1480 se casó con Guerau de Peguera y de Montbui. A primeros del siglo XVI el lugar de Foix pertenecía a los Peguera, que se establecieron en el lugar. Guerau de Peguera y Berardo fue nombrado primer marqués de Foix en 1710 por el Archiduque pretendiente Carlos de Austria. El linaje de los Peguera se extinguió con María Manuela de Peguera y de Pedrolo, que murió soltera en 1881 y dejó su patrimonio a las Salesianas. Esta población se ha visto incrementada considerablemente en los últimos años debido principalmente a la conversión de las casas de veraneo de las urbanizaciones en residencias principales.

## Geografía

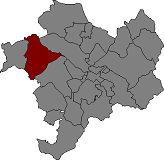
Localización de Torrellas de Foix dentro del Alto Panadés

El término municipal de Torrellas de Foix se encuentra situado en el sector oriental de la comarca del Alto Panadés. Limita al norte con la comarca de Noya, con el municipio de La Llacuna y también con el término municipal de Pontons, que le separa de la comarca del Alto Campo, así como San Martín Sarroca. El municipio es atravesado por el río Foix y por un afluente de este, la riera de Pontons.
| Noroeste: Pontons     | Norte: La Llacuna                     | Nordeste: Font-Rubí                  |
| Oeste: Pontons        |                                       | Este: Font-Rubí i Sant Martí Sarroca |
| Suroeste: El montmell | Sur: El montmell i Sant Martí Sarroca | Sureste: Sant Martí Sarroca          |

## Símbolos

### Escudo
El escudo de Torrelles de Foix se define por el siguiente blasón:

Escudo embaldosado: de azur, 2 torres de sable abiertas y acostadas surmontadas de 3 estrellas de plata malordenadas. Al timbre, una corona de marqués.

Las dos torres son el señal parlante tradicional referente al nombre de la población. Las tres estrellas también son un señal tradicional. El castillo local se convirtió en la sede del marquesado de Foix el año 1711, cosa que se refleja en la coronación del escudo. 
Fue aprobado el 15 de septiembre de 1992.

### Bandera
La bandera de Torrellas de Foix tiene la siguiente descripción:

Bandera apaisada de proporciones dos de alto por tres de largo, de color azul claro, con dos torres negras abiertas, cada una de altura 7/28 de la del trapo y de ancho 1/21 de la longitud del mismo trapo, separadas por un espacio del mismo grosor, y tres estrellas blancas de ocho puntas, de diámetro 1/21 de la longitud del trapo, la superior situada a 1/28 del margen superior y a 3/21 del asta. Las otras dos estrellas, situadas sobre las torres y separadas de estas por espacios de 1/28. Todo el conjunto centrado sobre el primer tercio vertical y a la mitad superior del trapo.

Fue aprobada el 3 de julio de 1997.

## Demografía
Torrellas de Foix cuenta con una población de 2657 habitantes (INE 2024).
| Gráfica de evolución demográfica de Torrellas de Foix entre 1842 y 2021 |
| |
| Población de derecho según los censos de población del INE. Población de hecho según los censos de población del INE.En este censo se denominaba Torrellas de Foix y Llombarda: 1842. En estos censos se denominaba Torrellas de Foix: 1857, 1860, 1877, 1887, 1897, 1900, 1910, 1920, 1930, 1940, 1950, 1960, 1970 y 1981. |

### Núcleos de población
El municipio está formado por diez núcleos o entidades de población. 
Lista de población por entidades:
| Entidad de la población | Habitantes (2024) |
| ----------------------- | ----------------- |
| Berna, La               | 25                |
| Cal Via                 | 16                |
| Can Coral               | 764               |
| Can Croset              | 31                |
| Cosconar, El            | 55                |
| Llambarda               | 40                |
| Mas Bertran, El         | 70                |
| Pany, El                | 6                 |
| Plana de las Torres     | 281               |
| Torrelles de Foix       | 1374              |

## Administración y política
| Periodo   | Nombre                                            | Partido                                 |
| --------- | ------------------------------------------------- | --------------------------------------- |
| 1979-1983 | Emilio Pardo Sanahuja                             | C.IND.T                                 |
| 1983-1987 | Emilio Pardo Sanahuja                             | C.IND.T                                 |
| 1987-1991 | Joan Torrents Ràfols                              | C.IND.T 2 + 2 Convergencia i Unió (CiU) |
| 1991-1995 | Jordi Vallès Domènech                             | CiU                                     |
| 1995-1999 | Jaume Bel Milà                                    | PSC                                     |
| 1999-2003 | Antoni Villanueva i Martín                        | PSC                                     |
| 2003-2007 | Salvador Miralles Albesa                          | PSC                                     |
| 2007-2011 | Erasme Torrents (2007-09) Jaume Brichs (2009-11)1 | CiU                                     |
| 2011-2015 | Jaume Brichs i Morgades                           | CiU                                     |
| 2015-2019 | Sergi Vallès i Domingo                            | CiU                                     |
| 2019-2023 | Sergi Vallès i Domingo                            | JxCat                                   |
| 2023-act. | Sergi Vallès i Domingo                            | JxCat                                   |